# 1926 코파 델 레이 결승전
1926 코파 델 레이 결승전(스페인어: La Final de la Copa del Rey de 1926)은 스페인의 컵대회인 코파 델 레이의 24번째 결승전이다. 이 경기는 1926년 5월 16일, 발렌시아의 메스타야에서 진행되었다. 바르셀로나가 아틀레틱 마드리드를 3–2로 이기면서 통산 7번째 우승을 거두었다.

## 상세 경기 정보
| 바르셀로나                                  | 3–2 (연장전) | 아틀레틱 마드리드                    |
| ------------------------------------------- | ------------ | ------------------------------------ |
| 사미티에르 62′ · 후스트 63′ · 알칸타라 112′ |              | 16′ 팔라시오스 · 58′ (페널티) 코스메 |

| 바르셀로나 | 아틀레틱 · 마드리드 |

| 바르셀로나: |    |                      |
|             |    |                      |
| GK          | 1  | 플러트코 페렌츠      |
| DF          | 2  | 호세 플라나스        |
| DF          | 3  | 에밀 발터            |
| MF          | 4  | 라몬 토랄바          |
| MF          | 5  | 아구스틴 산초        |
| MF          | 6  | 도밍고 카루야        |
| FW          | 7  | 후스트               |
| FW          | 8  | 비센테 피에라        |
| FW          | 9  | 주제프 사미티에르    |
| FW          | 10 | 파울리노 알칸타라    |
| FW          | 11 | 에밀리오 사히-바르바 |
| 감독:       |    |                      |
| 랠프 커비   |    |                      |

| 아틀레틱 마드리드: |    |                   |
|                    |    |                   |
| GK                 | 1  | 하비에르 바로소   |
| DF                 | 2  | 폴롤로            |
| DF                 | 3  | 알폰소 올라소     |
| MF                 | 4  | 프란시스코 마린   |
| MF                 | 5  | 안드레스 투두리   |
| MF                 | 6  | 도밍고 부르디엘   |
| FW                 | 7  | 안토니오 데 미겔  |
| FW                 | 8  | 라몬 트리아나     |
| FW                 | 9  | 비센테 팔라시오스 |
| FW                 | 10 | 코스메 바스케스   |
| FW                 | 11 | 루이스 올라소     |
| 감독:              |    |                   |
| 프레드 펜틀랜드    |    |                   |

| 코파 델 레이 1926 우승 |
| ---------------------- |
| 바르셀로나 7번째 우승  |